# Marcus Melchior
Marcus Melchior (Fredericia, 26 maggio 1897 – Amburgo, 22 dicembre 1969) è stato un rabbino danese della sinagoga principale di Copenaghen, nell'ottobre 1943 durante la seconda guerra mondiale.
Dopo essere fuggito con la sua famiglia ed altri ebrei danesi in Svezia, prestò servizio come rabbino sostituto per gli ebrei rifugiati in Svezia fino alla fine della guerra, a metà del 1945. Nel 1947 divenne il rabbino capo della Danimarca, un posto che mantenne fino alla morte, nel 1969.

## Biografia
Proveniva da un'importante famiglia ebrea in Danimarca. Dopo aver conseguito il diploma rabbinico presso il Seminario rabbinico Hildesheimer di Berlino nel 1921, prestò servizio come rabbino a Tarnowskie Góry, in Polonia, dal 1921 al 1923, e a Beuthen (Bytom), in Germania dal 1925 al 1934. Si trasferì a Copenaghen dove divenne rabbino della comunità ebraica locale. Dal 1943 al 1945 fu rabbino sostituto in Svezia per i profughi ebrei dalla Danimarca. Dopo la morte di Max Friediger, nel 1947, divenne rabbino capo in Danimarca. Nel secondo dopoguerra implorò la riconciliazione con la nuova Germania.
Sebbene fosse un ebreo ortodosso, le sue capacità retoriche ed i suoi atteggiamenti culturalmente aperti lo rendevano un docente popolare anche al di fuori dei circoli ebraici. Ebbe quattro figli e due figlie, tra cui ricordiamo Arne Melchior (politico danese e ministro del governo) e Bent Melchior. Nel 1969, quest'ultimo successe al padre come rabbino capo a Copenaghen, padre di Michael Melchior, rabbino capo in Norvegia poi emigrato in Israele nel 1986 dove è diventato membro della Knesset per il Partito Laburista Israeliano. Fu anche il nonno del rabbino Ove "Uri" Schwarz che fu rabbino capo in Finlandia nel periodo 1982-1987.